# Bradykardi
Bradykardi (eller bradyarytmi) er langsom puls, og stammer fra de græsk ord βραδύς (bradys, “langsom”) og καρδία (kardia, “hjerte”). Pulsen styres af hjertets elektriske system. I dette tilfælde anses en lav puls som under 50.

## Symptomer
Symptomer kan opstå og ses hyppigst ved svimmelhed, hvilket kommer pga. dårlig blodgennemstrømning el.lign. Andre symptomer kan være træthed, uro, besvimelse (synkope), nærbesvimelse.

## Behandling
Behandlingen kommer an på, hvad det skyldes. I det fleste tilfælde vil det være væskebehandling.

## Forekomst
Dette kan skyldes lav kropstemperatur (hypotermi), dårlig cirkulation, iskæmiske hjertesygdomme el.lign.